# Epistenia rufipes
Epistenia rufipes är en stekelart som beskrevs av Peter Cameron 1884.
Epistenia rufipes ingår i släktet Epistenia och familjen puppglanssteklar. Inga underarter finns listade i Catalogue of Life.